# Alopecia
Alopecia ou calvície é a perda de cabelo em parte da cabeça ou do corpo. Na maioria dos casos, a perda afeta pelo menos a cabeça. A quantidade de cabelo perdido varia significativamente, desde uma pequena área até à totalidade do corpo. Geralmente não está associada a inflamação ou cicatrização. Em algumas pessoas a condição pode causar stresse psicológico.
Os tipos mais comuns de alopecia são a alopecia androgenética de padrão masculino ou feminino, a alopecia areata e uma condição em que o cabelo fica mais fino denominada eflúvio telógeno. As causas de alopecia androgenética de padrão masculino são uma associação de fatores genéticos e hormonas masculinas, enquanto as de padrão feminino não são ainda claras. A causa de alopecia areata é autoimune. A causa de maior parte dos casos de eflúvio telógeno é o stresse físico ou psicológico provocado por um evento. O eflúvio telógeno é bastante comum após a gravidez.
Entre as causas menos comuns de queda de cabelo sem inflamação ou cicatrização estão condições psicológicas como a tricotilomania, causas traumáticas como a alopecia de tração, determinados medicamentos, incluindo os usados em quimioterapia e no tratamento da SIDA e desnutrição. Entre as causas de queda de cabelo associada a inflamação ou cicatrização estão infeções fúngicas, lúpus eritematoso, radioterapia e sarcoidose. O diagnóstico da condição baseia-se em parte nas áreas afetadas.
O tratamento da alopecia androgenética pode simplesmente consistir em aceitar a condição. Entre as intervenções que podem ser tentadas estão os medicamentos minoxidil ou finasterida e cirurgia de transplante capilar. A alopecia areata pode ser tratada com injeções de esteroides nas áreas afetadas, mas para que estas sejam eficazes é necessário repetir o tratamento com frequência. A queda de cabelo é uma condição bastante comum. A alopecia androgenética afeta cerca de 50% dos homens e 25% das mulheres por volta dos 50 anos de idade. Cerca de 2% das pessoas desenvolve alopecia areata em algum momento da vida.

## Causas
As causas dessa doença são:

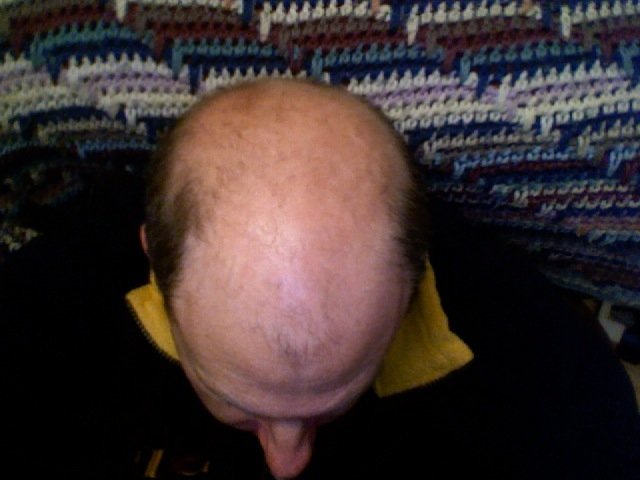
Alopecia androgenética masculina

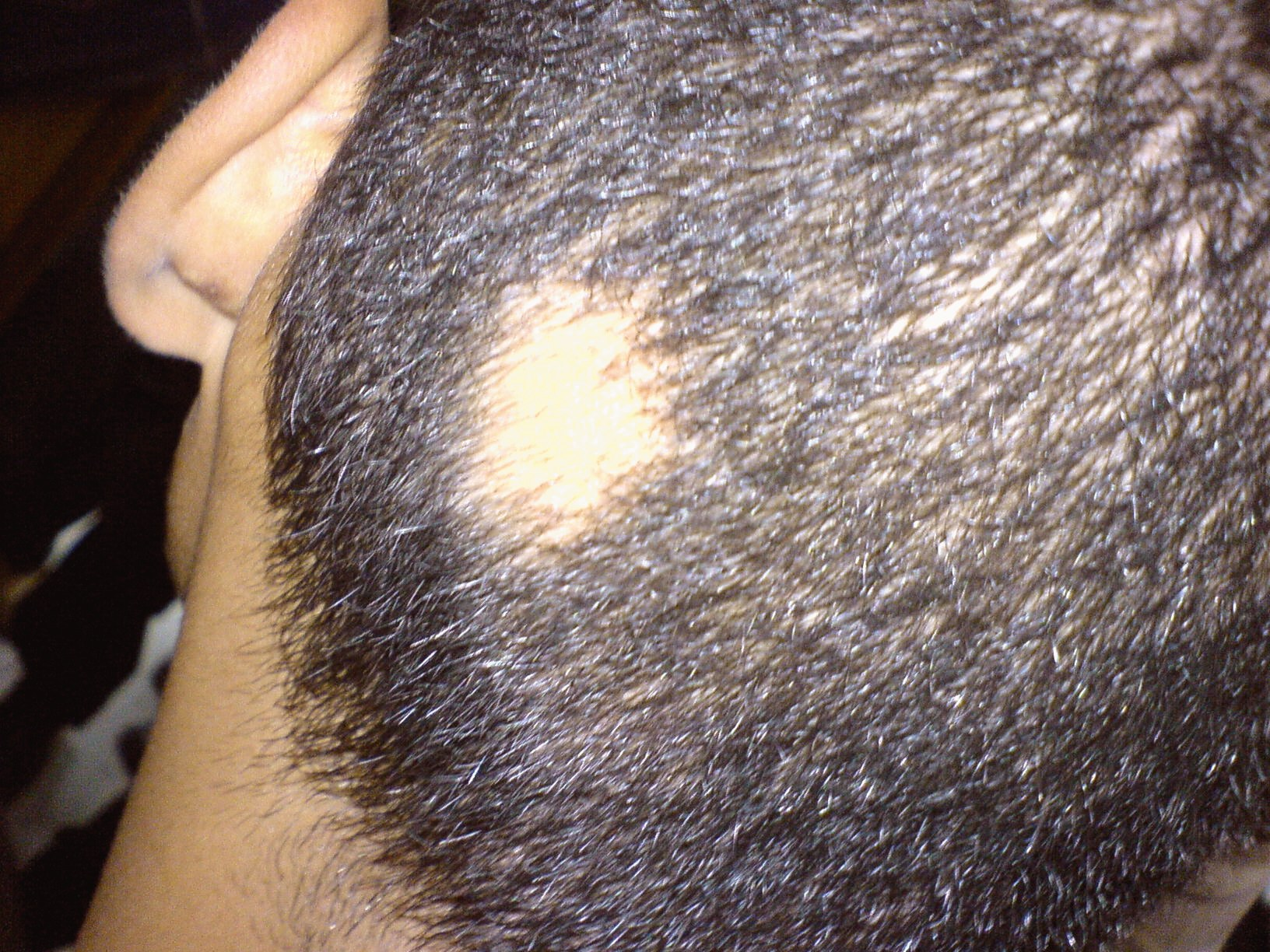
Alopecia areata é muito mais localizada, temporária e responde melhor a tratamentos do que a androgenética.

- Androgenético: é a causa mais frequente de alopecia entre homens, mas também afeta mulheres; começa a se manifestar entre a puberdade e vida adulta, tendo vários graus; como o próprio nome diz, é uma associação de fatores genéticos com o hormônio sexual masculino, a testosterona;
- Areata: relacionada especialmente a fatores autoimunes e seu agravamento é influenciado pelo emocional. A alopecia areata é caracterizada pela perda rápida, parcial ou total de pelos em uma ou mais áreas do couro cabeludo ou ainda em áreas como barba, sobrancelhas, púbis, etc. O renascimento dos pelos pode ocorrer espontaneamente em alguns meses, porém em alguns casos a doença progride, podendo atingir todo o couro cabeludo (alopecia total) ou todo o corpo (alopecia universal);
- Congênita: ligada a fatores hereditários, com ausência total ou parcial desde o nascimento;
- Traumática: que tem origem em contusões ou lesões do couro cabeludo;
- Neurótica: também chamada de tricotilomania, onde o indivíduo "arranca" os próprios cabelos conscientemente ou não;
- Secundária ou Medicamentosa: que aparece após algum distúrbio interno dos órgãos, doenças, infecções, medicamentos como a quimioterapia; Rissardo et al. revisaram alopecia relacionada a antepilépticos, e eles encontraram 1656 pacientes desenvolveram alopecia após o uso de antiepilépticos. Os antiepilépticos mais comumente associados com alopecia foram ácido valproico, lamotrigina, e carbamazepina.[10]
- Seborreica: a dermatite seborreica do couro cabeludo é um distúrbio muito comum, onde pode ser observado escamação, coceira e eritema; contudo, é uma doença que raramente determina uma redução significativa dos cabelos;
- Eflúvio: também chamada de deflúvio, é a causa mais comum de perda de cabelos entre as mulheres; consiste na quebra harmoniosa do ciclo de vida capilar, tendo várias causas; normalmente, responde bem aos tratamentos médicos;
- Dieta pobre em ferro: Dietas que cortam o consumo de carne vermelha e vegetais fornecedores de ferro podem deixar a mulher com a carência de ferro no organismo, com isso o oxigênio não chegará em quantidade suficiente a bulbo fazendo com que os fios nasçam já enfraquecidos.[11]
- Alérgica: pessoas alérgicas a glúten do trigo e a lactose ou caseína do leite de vaca são os mais propensos a terem calvície; essa condição de alergia se manifesta em outros sintomas, porém pouco relacionada a isso.

## Epidemiologia

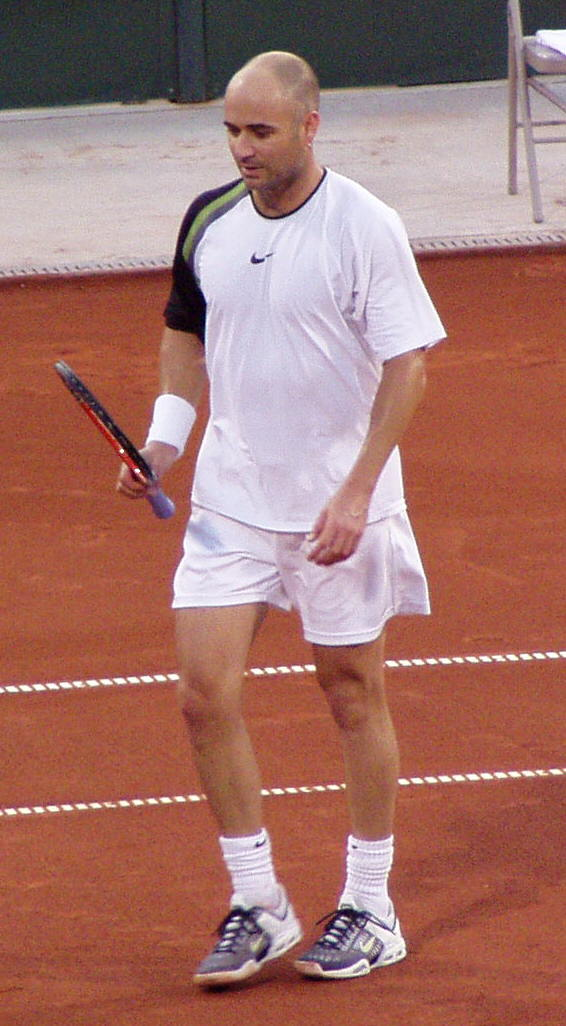
Um exemplo da calvície médio-frontal: Andre Agassi

A alopecia de uma forma geral e em especial a alopecia androgênica, forma mais comum de perda de cabelo, é mais comum em homens que em mulheres. Chega a afetar entre 50% e 80% dos homens caucasianos. Tem evolução progressiva com a idade, na quinta década de vida pode atingir 40% do indivíduos e 80% por volta da oitava década.
Tem prevalência diferente entre as várias etnias, sendo menos frequente em chineses, afro-americanos e índios americanos.
A frequência nas mulheres gira em torno de 20% a 40% e ocorre entre a terceira e quinta década de vida, quando então estaciona, não aumentando a frequência.
No entanto, por seu caráter estigmatizante a procura por tratamentos é muito mais frequente nas mulheres com queixa de queda de cabelo do que em homens.

## Tratamento
O primeiro passo no tratamento da alopecia é definir qual a sua causa. Existem diversas modalidades médicas no manejo, a saber: soluções capilares, mesoterapia, implante capilar, vitaminas e xampus especiais. [carece de fontes?].

## Tratamento usando Tofacitinib
Em junho de 2014, cientistas da universidade de Yale conseguiram tratar com sucesso um paciente com Alopecia universalis usando o medicamento Tofacitinib, o paciente conseguiu recuperar o crescimento dos fios de cabelo, sobrancelhas, pelos pubianos e outros pelos corporais, não foram relatados efeitos colaterais.